# Écluse de Chautagne
Les écluses de Chautagne sont deux écluses implantées sur la commune d'Anglefort dans l'Ain, sur le Rhône. Elles permettent de franchir la Centrale d'Anglefort, situé sur la rive droite. Leur gestion revient à la Compagnie nationale du Rhône.
À partir de 2008, les écluses de Chautagne ainsi que les écluses de Belley (dont l'aménagement est similaire) ont été construites dans le but d'augmenter de 50 km la portion navigable sur le Haut-Rhône.
Les écluses de Chautagne ont été mises en service le 15 juin 2010. Depuis cette date, 117 bateaux ont passé l'écluse amont et 81 bateaux ont passé l'écluse aval (chiffres enregistrés au 30 septembre 2010).

## Description de l'ouvrage
Les écluses de Chautagne sont deux écluses de Gabarit Freycinet, mesurant chacune 40 m de long et 5,25 m de large. La hauteur de chute rachetée est au total d'environ 17,30 m. L'écluse amont rachète 10 m et l'écluse aval rachète 7,30 m. Elles sont séparées par un bief de 30 m de large par 350 m de long et d'une profondeur de 3 m.

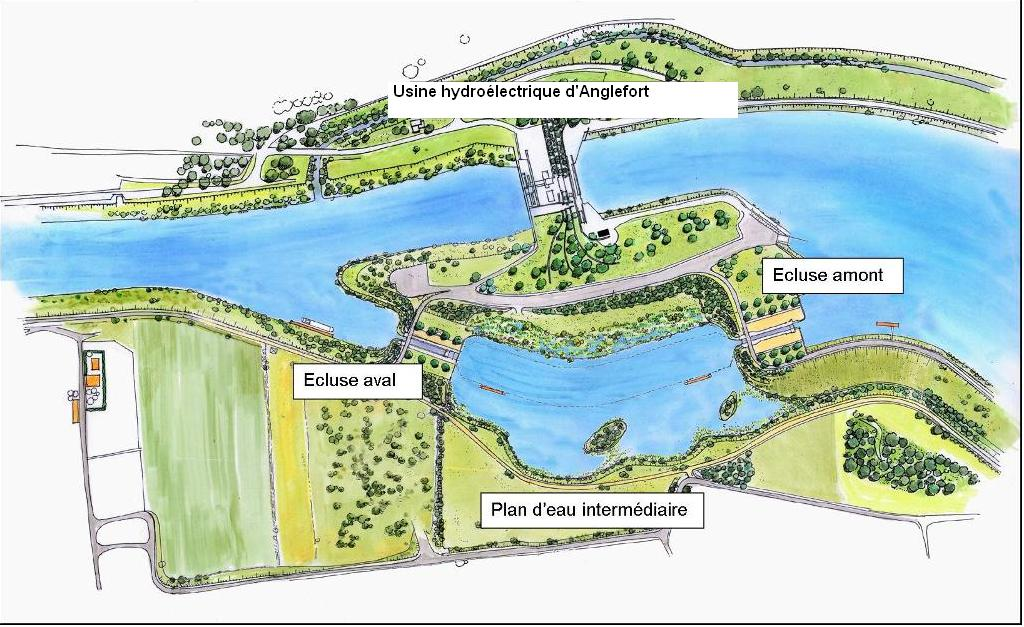
Schéma de l'organisation.

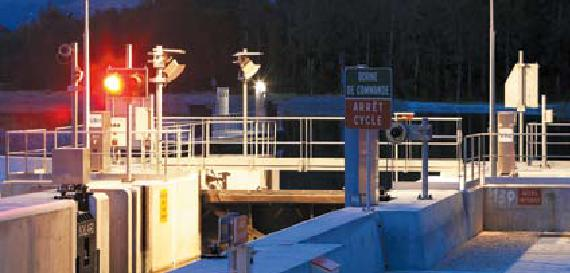
L'écluse de Chautagne.

## Construction

### Intervenants
La Maîtrise d'ouvrage et d'œuvre de cette opération a été menée par la CNR. Le projet architecturale a été confié au cabinet 2BR à Lyon.
Les travaux ont été confiés après avis de marchés aux entreprises suivantes :
- Lot Génie civil : Groupement Léon Grosse - FAMY FONTAINE
- Lot Hydromécanique : ASTEN DIVISION PETRISSANS
- Lot électricité automatisme : SOTEB
- Lot (complémentaire) pont flottants : PORALU
- Lot (complémentaire) aménagements paysagers : Groupement MILLET - BERLIOZ - BERGER - ENVIRON'ALPES Paysages

### Écluse aval
La structure des têtes est réalisée à l'intérieur d'une enceinte en palplanche et en béton armé. Les palplanches ont servi de coffrages extérieur. Le bajoyer définitif est réalisé avec le rideau d'enceinte.
Elle est également support d'un franchissement qui permet de rétablir les communications entre l'usine hydroélectrique et les pistes d'exploitation.

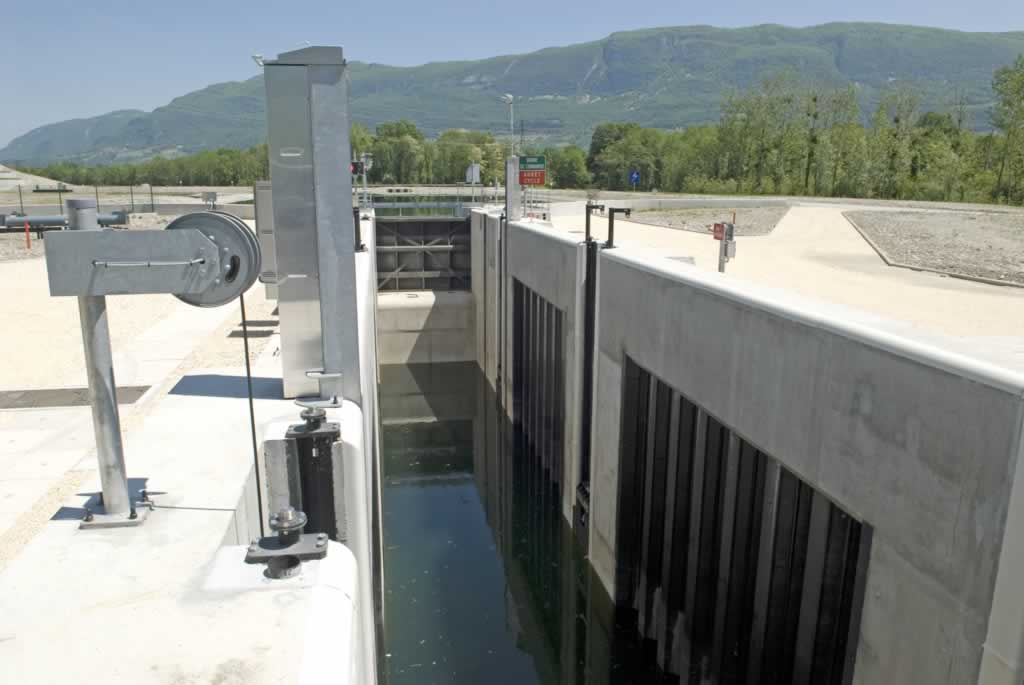
L'écluse aval.

### Écluse amont
La conception est classique avec un sas en U et une alimentation par vidange au moyen de larrons desservis par des aqueducs insérés à la base des bajoyers. La tête amont reçoit le batardeau amont, la porte amont, le puits d'alimentation, les vannes d'alimentation et leur batardeau. La tête aval reçoit la porte aval et sa poutre de protection, les vannes de vidange et leur batardeau.

### Plan d'eau intermédiaire
L'étanchéité du plan d'eau intermédiaire est réalisée avec les matériaux naturels du sites tels que la molasse.
Les parties hors zone de navigation sont consacrées à des plantations aquatiques de type roselières avec une profondeur de 1 m pour le site de Belley.

## Sécurité
Comme ces écluses fonctionnent selon un mode semi-automatique la sécurité doit venir des plaisanciers avant tout. Ils doivent respecter les règles de navigation (RGP, RPP, avis à la batellerie), de bonne conduite ainsi que le mode de fonctionnement des écluses.
En choisissant d’emprunter ces installations, ils s’engagent à respecter les instructions figurant sur les panneaux de signalisation et diffusées par les messages sonores.
De plus pour les accès en hauteur il y a des escaliers et passerelles modulables, fixes ou escamotables qui s'adaptent en fonction des contraintes variables d'encombrement rencontrées.